# Guy Alexis Lobineau
Guy Alexis Lobineau (Rennes, 1666 - Saint-Jacut-de-la-Mer, 1727) fue un religioso benedictino, historiador y hagiógrafo francés.

## Vida
A los 17 años profesó en la abadía de Saint-Melaine que la congregación de San Mauro tenía en Rennes, y tras completar los estudios habituales en la orden, vista su aplicación al trabajo, sus superiores le encargaron la continuación de la historia de Bretaña que Antoine Paul le Gallois dejara incompleta tras su muerte. Los dos volúmenes in folio de la "Histoire de Bretagne" fueron publicados en 1707, el primero conteniendo la historia bretona entre los años 458 y 1532 y el segundo los documentos justificativos; la obra no estuvo exenta de polémica: la teoría que en ella se exponía de que el Ducado de Bretaña había sido independiente del reino de Francia fue refutada por René Aubert de Vertot y por Claude Dumolinet, y la de que los bretones habían recibido la religión de los armoricanos lo fue por Jean Liron. En defensa de sus escritos, Lobineau dio a la imprenta un par de opúsculos. Treinta años después, los Estados de Bretaña encargarían una nueva redacción de la historia a Pierre-Hyacinthe Morice de Beaubois. 
Fue también autor de una recopilación de vidas de santos bretones 
y de la continuación de la historia de París que dejara inacabada el difunto Michel Félibien. 
También tradujo al francés la historia de Miguel de Luna, las Stratagemata de Polieno y las obras teatrales de Aristófanes, y dejó manuscrita una "Histoire de la ville de Nantes".

## Obras
1. ↑  Histoire de Bretagne, composée sur les titres et les auteurs originaux, vol. I y vol. II (1707).
2. ↑  Rèponse au traité de la mouvance de la Bretagne (1712).
3. ↑  Contr'apologie ou réflections sur l'apologie des armoricains (1712).
4. ↑  Les vies des saints de Bretagne et des personnes d'une éminente piété qui ont vécu dans la même province (1725).
5. ↑  Histoire de la ville de Paris, vol. I, vol. II, vol. III, vol. IV y vol. V (1725).